# The Last Tycoon (Fernsehserie)
The Last Tycoon ist eine US-amerikanische Fernsehserie von Billy Ray. Die Handlung basiert auf F. Scott Fitzgeralds unvollendetem und posthum veröffentlichten Roman Der letzte Taikun (Edmund Wilson, 1941). Der aufstrebende Filmproduzent Monroe Stahr nimmt es im Hollywood der 1930er-Jahre mit seinem Geschäftspartner auf, dem mächtigeren Medienmogul Pat Brady. Die Hauptrollen der Amazon-Produktion übernahmen Matt Bomer, Lily Collins und Kelsey Grammer. Die Handlung der Serie weicht in mancherlei Hinsicht von der des Romans ab.

## Handlung
Im Jahr 1936 arbeitet der noch recht junge, aber bereits erfahrene und erfolgreiche Produzent Monroe Stahr mit dem launischen Hollywood-Mogul Pat Brady in dessen Filmunternehmen zusammen. Die unterschiedlichen Ansichten, Ideale und Ambitionen der beiden Männer für das Unternehmen und die Filmindustrie Hollywoods führen wiederholt zu Konflikten. Vor dem Hintergrund der großen Weltwirtschaftskrise ab 1929 tragen sie einen Konkurrenzkampf aus, während sich zugleich ein unheilvolles Dreiecksverhältnis zwischen dem verwitweten Monroe, der verheirateten Kathleen und Bradys junger Tochter Celia (Cecilia) entwickelt.
Monroe verliebt sich in Kathleen, die seiner verstorbenen Ehefrau Minna zum Verwechseln ähnlich sieht. Kathleen lässt sich erst auf eine Beziehung ein, möchte aber nicht als bloßer Ersatz für Monroes große Liebe herhalten und heiratet ihren ungeliebten Verlobten. Eine Affaire setzen sie jedoch fort. Celia ist seit ihrer Jugend in Monroe verliebt, Monroe schätzt sie, erwidert ihre Gefühle allerdings nicht. Gleichzeitig beschließt sie, in die Fußstapfen ihres Vaters zu treten und sich als Produzentin in dessen Unternehmen zu versuchen. Pat ist von den beruflichen Ambitionen seiner Tochter und ihrer Schwärmerei für Monroe alles andere als begeistert, denn nach einigen zum Scheitern verurteilten Projekten und dem Tod Irving Thalbergs wachsen seine Zweifel an seinem früheren Goldjungen. Leidenschaft, Ehrgeiz und Gewaltbereitschaft werden im Hollywood der 1930er Jahre zu einem explosiven Gemisch.
Celia gefällt ihre neue Rolle als Produzentin, sie freundet sich mit dem Bürogehilfen Max Miner an. Monroe sieht sich zwei anspruchsvollen Chefs gegenüber, als Louis B. Mayer immer mehr Einfluss in Brady American gewinnt. Er setzt seine noch frische Beziehung aufs Spiel, um einen Film und Brady American zu retten. Mit einer Hollywood-Party möchte er an die Strippenzieher einer versuchten Gewerkschaftsgründung herankommen. Brady will die prominente Schauspielerin Margo Taft langfristig in sein Herzensprojekt Brady American einbeziehen, dies stellt sich als schwieriger heraus, als erwartet. Er hofft auf ein Weihnachtswunder und versucht, die Kartenverkäufe für Engel der Chaussee anzutreiben.
Monroe setzt alles daran, dem Studio seine erste Oscar-Nominierung zu verschaffen und Kathleen einen Neuanfang zu ermöglichen. Während Celia sich um Max kümmert, testen die beiden die Grenzen ihrer Beziehung aus. Kathleen kommt ihr Ruhm teuer zu stehen: Sie bekommt Schwierigkeiten, ihr verworrenes Netz aus Halbwahrheiten zu kontrollieren, und versucht, die gefährliche Farce zu beenden. Brady sucht nach einer Möglichkeit, aus den roten Zahlen zu kommen und sich den Unternehmensvorstand vom Leibe zu halten. Er ergreift drastische Maßnahmen zur Rettung des Studios, die zum Bruch zwischen ihm und Stahr führen. Auch die Beziehung zwischen Monroe und Kathleen zerbricht, nachdem sie ihm ihr finsteres Geheimnis gestanden hat.

## Hintergrund
F. Scott Fitzgeralds Werk wird als Schlüsselroman verstanden: Die Figur des Monroe Stahr basiert auf Irving Thalbergs Leben, die des Pat Brady in Teilen auf Louis B. Mayers Person. Die beiden Produzenten leiteten in den 1930er-Jahren die einflussreiche Filmgesellschaft Metro Goldwyn Mayer. Fitzgerald war Thalberg selbst mehrfach begegnet. In der Serienverfilmung dagegen treten die beiden historischen Persönlichkeiten als eigenständige und von Brady und Stahr unabhängige Rollen in Erscheinung.
Am 19. November 2013 gab HBO bekannt, eine Adaption des Romanklassikers The Last Tycoon in Auftrag gegeben zu haben. Verantwortlich für das Drehbuch zeichne der US-amerikanische Dramaturg Billy Ray. Das Projekt wurde jedoch wenige Monate später wieder abgegeben. Am 7. November 2014 übernahmen Amazon Studios die Produktion von Rays adaptiertem Drehbuch. Unterstützung erhielten sie bei der Produktion durch Sony Pictures Television. Ein weiteres Jahr später, am 23. November 2015, wurden schließlich die Hauptdarsteller Matt Bomer (Monroe Stahr) und Lily Collins (Cecelia Brady) bekannt gegeben und Ray als Drehbuchautor und Regisseur des Serienpiloten bestätigt.
2016 produzierte Amazon Studios im Rahmen ihrer jährlichen Pilot-Season eine Pilotfolge unter dem Serientitel The Last Tycoon. Abonnenten des Amazon Prime Dienstleisters können während der jährlichen sogenannten Pilot-Season einige Wochen lang Serienpilotfolgen zu diversen Themen ansehen und bewerten, der erfolgreichste Pilotfilm geht daraufhin in Serienproduktion. Der am 16. Juni 2016 veröffentlichte Pilotfilm zu The Last Tycoon machte das Rennen der siebten Pilot-Season und wurde infolgedessen als Serie produziert. Die erste Staffel wurde in der US-amerikanischen Online-Videothek ab dem 28. Juli 2017 stückweise veröffentlicht, in der deutschen Videothek erschien die ganze Staffel am 15. September 2017 als dt./OV (optional synchronisiert oder im Originalton ansehbar, außerdem zweisprachige Untertitel verfügbar). Wie bei Amazon-Eigenproduktionen nicht ungewöhnlich, steht die Serie dort ausschließlich Amazon-Prime-Kunden zur Verfügung, diesen jedoch zeitlich unbegrenzt und ohne weitere Kosten. Am 9. September 2017 wurde bekannt, dass keine weitere Staffel folgen werde.

## Episoden
| Nr. | Deutscher Titel                      | Originaltitel                       | Erstveröffentlichung USA | Deutschsprachige Erstausstrahlung ( D) | Regie                    | Drehbuch                      | Laufzeit   |
| --- | ------------------------------------ | ----------------------------------- | ------------------------ | -------------------------------------- | ------------------------ | ----------------------------- | ---------- |
| 1 | Es war einmal in Hollywood           | Pilot (urspr. The Last Tycoon)      | 17. Juni 2016            | 15. Sep. 2017                          | Billy Ray                | Billy Ray                     | 61 Minuten |
| The Last Tycoon basiert auf F. Scott Fitzgeralds letztem Werk und erzählt die Geschichte von Monroe Stahr, dem Wunderkind Hollywoods, der mit Pat Brady – Boss und Vaterfigur zugleich – um die Seele des Studios ringt. Vor dem Hintergrund der Depression und Hitlers wachsendem Einfluss zeigt The Last Tycoon die Leidenschaften, die Gewalt und den Ehrgeiz des Hollywood der 1930er Jahre.                |                                      |                                     |                          |                                        |                          |                               |            |
| 2 | Niemand besetzt so oft um wie Monroe | Nobody Recasts Like Monroe          | 28. Juli 2017            | 15. Sep. 2017                          | Billy Ray                | Billy Ray, Christopher Keyser | 51 Minuten |
| Monroes Privatleben kommt in Schwung, als er sich um die schöne Kathleen bemüht, die sich dagegen wehrt, bloßer Ersatz für Minna zu sein. Pat Bradys Lieblingsprojekt hat einen schweren Start und er muss Monroes Hilfe in Anspruch nehmen. Celia gefällt ihre neue Rolle als Produzentin und Hackett lehrt sie die Grundbegriffe des Metiers.                                                                 |                                      |                                     |                          |                                        |                          |                               |            |
| 3 | Stars und Sternchen                  | More Stars Than There Are in Heaven | 28. Juli 2017            | 15. Sep. 2017                          | Julie Anne Robinson      | Christopher Keyser, Billy Ray | 52 Minuten |
| Pat Brady steht unter Druck und bemüht sich um den Filmstar Margo Taft. Monroe sieht sich zwei anspruchsvollen Chefs gegenüber, als Louis B. Mayer immer mehr Einfluss in „Brady American“ gewinnt. Rose sucht ein neues Betätigungsfeld, und Celia freundet sich mit dem Bürogehilfen Max Miner an. Monroe und Kathleen öffnen sich einander und ihre Beziehung vertieft sich.                                 |                                      |                                     |                          |                                        |                          |                               |            |
| 4 | Wer das Genie zu Grabe trägt         | Burying the Boy Genius              | 28. Juli 2017            | 15. Sep. 2017                          | Scott Hornbacher         | Billy Ray, Christopher Keyser | 52 Minuten |
| Irving Thalbergs Tod versetzt die Filmwelt in Schock und lässt Brady mehr und mehr an seinem eigenen Goldjungen zweifeln. Monroe setzt seine noch frische Beziehung aufs Spiel, um einen Film und „Brady American“ zu retten. Celias Änderungsvorschläge für Hacketts Drehbuch finden Zuspruch. Rose hilft freiwillig im Krankenhaus aus und freundet sich mit einer jungen einsamen Patientin an.              |                                      |                                     |                          |                                        |                          |                               |            |
| 5 | Eine Kleine Reichsmusik              | Eine Kleine Reichmusik              | 28. Juli 2017            | 15. Sep. 2017                          | Gwyneth Horder-Payton    | Christopher Keyser, Billy Ray | 59 Minuten |
| Stahr organisiert eine Hollywood-Party und verfolgt damit einen Plan. Brady will Margo Taft langfristig nach „Brady American“ holen. Rose leidet unter Stahrs Liebesglück und Bradys unverhohlenen Flirts mit anderen Frauen, und die Zusammenarbeit zwischen Celia und Fritz Lang bleibt schwierig. Während sich Hackett in eine Wienerin verliebt, erklärt sich Kathleen bereit, Kameratests zu machen.       |                                      |                                     |                          |                                        |                          |                               |            |
| 6 | Ein Weihnachtswunder                 | A Brady-American Christmas          | 28. Juli 2017            | 15. Sep. 2017                          | Stacie Passon            | Julia Cox, Katie Robbins      | 56 Minuten |
| Stahr will, dass Kathleen an Fritz Langs Probenwochenende teilnimmt. Er ist über Weihnachten allein und denkt über seine Situation nach. Brady hofft auf ein Weihnachtswunder und versucht, die Kartenverkäufe für „Engel der Chaussee“ anzutreiben, während Kathleen teuer für ihren Ruhm bezahlen muss. Während Rose Kitty vor ihrer schweren Operation beisteht, kommen sich Celia und Max im Unglück näher. |                                      |                                     |                          |                                        |                          |                               |            |
| 7 | Der Streik                           | A More Perfect Union                | 28. Juli 2017            | 15. Sep. 2017                          | Daisy von Scherler Mayer | Anna Fishko                   | 47 Minuten |
| Stahr sucht nach einem Aufhänger, um Kathleen in der Öffentlichkeit einzuführen, und gibt eine große Neuigkeit bekannt. Brady plant einen gewagten Schachzug und Monroe muss Schadensbegrenzung betreiben. Kathleen hat Probleme, ihr verworrenes Netz aus Halbwahrheiten zu kontrollieren. Während Celia sich um Max kümmert, testen die beiden die Grenzen ihrer Beziehung aus. Hackett begehrt auf.          |                                      |                                     |                          |                                        |                          |                               |            |
| 8 | Die Wahrheit kommt ans Licht         | An Enemy Among Us                   | 28. Juli 2017            | 15. Sep. 2017                          | Scott Hornbacher         | Peter Parnell                 | 53 Minuten |
| Stahr versucht, dem Studio seine erste Oscar-Nominierung zu verschaffen. Brady sucht nach einer Lösung, um aus den roten Zahlen zu kommen und sich den Vorstand vom Leibe zu halten. Mit unverschämten Forderungen stellt Lang Celias Durchsetzungsvermögen als Produzentin auf die Probe. Kathleen versucht, die gefährliche Farce zu beenden, und Rose macht eine erschütternde Entdeckung.                   |                                      |                                     |                          |                                        |                          |                               |            |
| 9 | Traumwelt Hollywood                  | Oscar, Oscar, Oscar                 | 28. Juli 2017            | 15. Sep. 2017                          | Billy Ray                | Christopher Keyser, Billy Ray | 57 Minuten |
| Brady ergreift drastische Maßnahmen zur Rettung des Studios, die zum Bruch zwischen ihm und Stahr führen. Auch die Beziehung zwischen Monroe und Kathleen zerbricht, nachdem sie ihm ihr finsteres Geheimnis gestanden hat. Rose schlägt einen neuen Weg ein und Celia lernt eine Lektion von ihrem Vater. Max’ Fehltritt hat schlimme Konsequenzen und Hackett überrascht Hannah mit einem Antrag.             |                                      |                                     |                          |                                        |                          |                               |            |

## Rezeption
Der Pilotfilm wurde von den Zuschauern auf Amazon Prime Video ausgesprochen gut aufgenommen.
Er konnte sich gegen eine Reihe anderer aufwändig produzierter Serienpiloten durchsetzen und bewirkte erst die Produktion der ersten Staffel.
Zwar wurde die Staffel in 52 von 58 Zuschauerwertungen mit allen fünf Sternen ausgezeichnet und mit einer Gesamtwertung von 4,8 Sternen als hervorragend eingestuft, die Zuschauerzahlen reichten jedoch offenbar nicht für die Finanzierungsbewilligung einer Fortsetzung, denn die Planung einer zweiten Staffel wurde im September 2017 eingestellt.